# Sinan Oğan

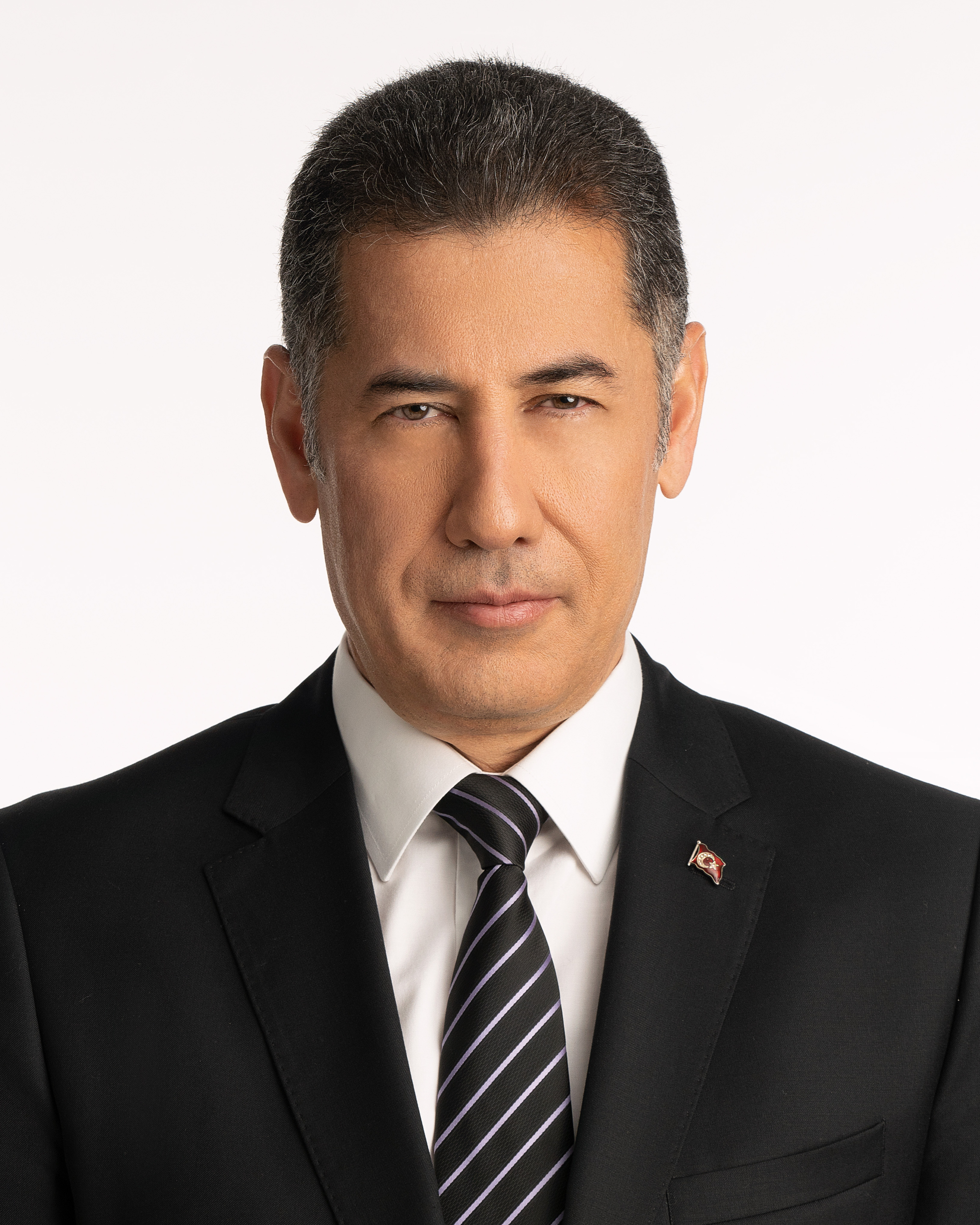
Sinan Oğan (2023)

Sinan Oğan (* 1. September 1967 in Melekli, Iğdır) ist ein türkischer Politiker und ehemaliger Wirtschafts- und Politikwissenschaftler.

## Leben
Oğan entstammt einer Familie aserbaidschanischer Herkunft. 1989 beendete er sein Studium an der Fakultät für Wirtschafts- und Verwaltungswissenschaften der Marmara-Universität. Von 1993 bis 2000 arbeitete er als Prodekan an der Aserbaidschanischen Staatlichen Wirtschaftsuniversität. Ab 2000 war Oğan Mitarbeiter am Zentrum für Eurasische Strategieforschung (Avrasya Stratejik Araştırmalar Merkezi). Im Jahr 2009 erlangte er sein Doktorat in Politikwissenschaften und Internationale Beziehungen am Staatlichen Moskauer Institut für Internationale Beziehungen. Neben mehreren Büchern hat Oğan mehr als 500 Artikel veröffentlicht.
2011 wurde er Abgeordneter des türkischen Parlaments für die MHP. Am 26. August 2015 wurde er aufgrund seiner Kritik an der Partei nach den Parlamentswahlen am 7. Juni 2015 aus der MHP ausgeschlossen, was allerdings nach erfolgreichem Gerichtsverfahren zurückgenommen wurde. Er wurde im März 2017 erneut aus der Partei ausgeschlossen.
Bei der ersten Runde der Präsidentschaftswahl im Mai 2023 war er Kandidat des Wahlbündnisses Ata İttifakı Laut Anadolu Ajansı erhielt er 2.831.208 Stimmen (5,17 % der abgegebenen Stimmen). und belegte den dritten Platz. Damit kamen die beiden Erstplatzierten Recep Tayyip Erdoğan und Kemal Kılıçdaroğlu in die Stichwahl am 28. Mai 2023. Für diese rief Oğan am 22. Mai 2023 seine Wähler dazu auf, Erdoğan zu unterstützen.